# Irina Shayk
Irina Shayk, pseudonimo di Irina Valer'evna Šajchlislamova (in russo Ирина Валерьевна Шайхлисламова?; Emanželinsk, 6 gennaio 1986), è una supermodella russa.

## Biografia
È figlia di un minatore di carbone tataro di religione musulmana, Valery Shaykhlislamov, e di un'insegnante di musica russa, Olga; ha una sorella maggiore di nome Tat'jana. Inizia a suonare il pianoforte all'età di sei anni, e a nove s'iscrive a una scuola di musica dove studia per i successivi sette anni. Resta orfana di padre all'età di quattordici anni, quando questi muore per le complicazioni di una polmonite. Inizia così per la famiglia un periodo di povertà e, nonostante un aiuto economico dalla nonna paterna, la madre di Irina ha due lavori e lei e la sorella la aiutano a coltivare l'orto di casa per sussistenza.
Dopo la scuola superiore le due sorelle si trasferiscono a Čeljabinsk, dove Irina inizia a studiare marketing al Collegio Economico, per poi lasciarlo dopo poco ed entrare in una scuola di estetiste dove era già iscritta la sorella maggiore. Qui viene notata da un'agenzia di modelle locale; nel 2004 partecipa quindi a un concorso di bellezza, Miss Čeljabinsk, vincendolo.

## Carriera

### Modella

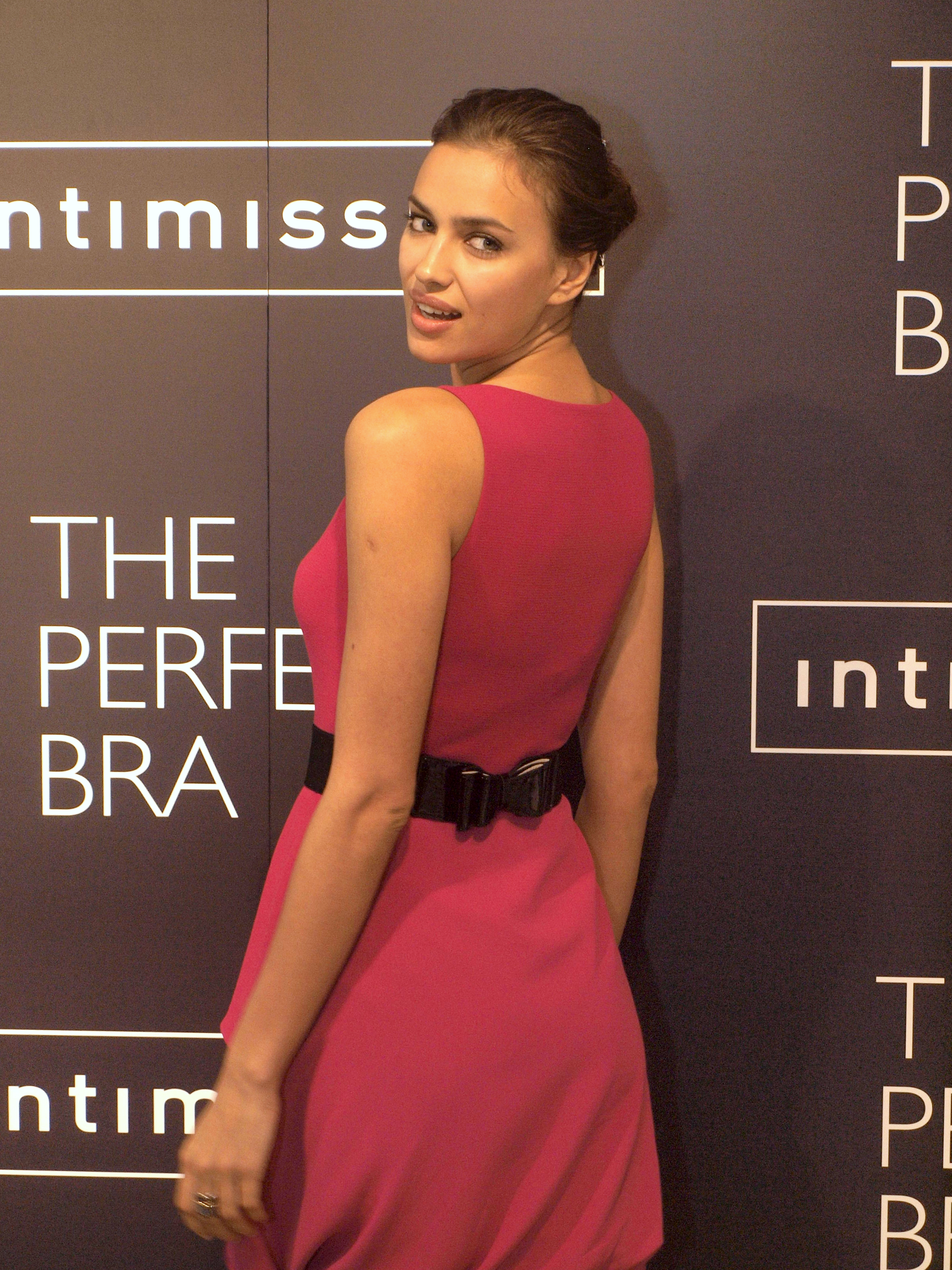
Shayk nel 2012 a un evento di Intimissimi, marchio che le ha dato notorietà e di cui è ricordata quale storica testimonial

Irina Shayk (talvolta accreditata anche come Sheik) è comparsa sulle copertine di numerose riviste come Annabelle (maggio 2005), Woman (luglio 2005), Jalouse (febbraio 2006), Bolero (giugno 2005). La modella è inoltre stata la testimonial delle campagne pubblicitarie internazionali di El Corte Inglés, Replay, Lacoste, Martini & Rossi e Triumph; dal 2007 è il volto di Intimissimi, dal 2008 anche di Guess?. Nel febbraio del 2011 è una dei protagonisti nel videogioco Need for Speed: The Run della Electronic Arts e del marchi di abiti da sposa Pronovias.
Nel 2007 fa il suo debutto sulla rivista annuale Sports Illustrated Swimsuit Issue, per il quale viene confermata ininterrottamente fino al 2016, apparendo per 10 volte sulla rivista e facendo di lei la terza modella a raggiungere quota 10 presenze. Nel 2011 inoltre appare sulla copertina della prestigiosa rivista.

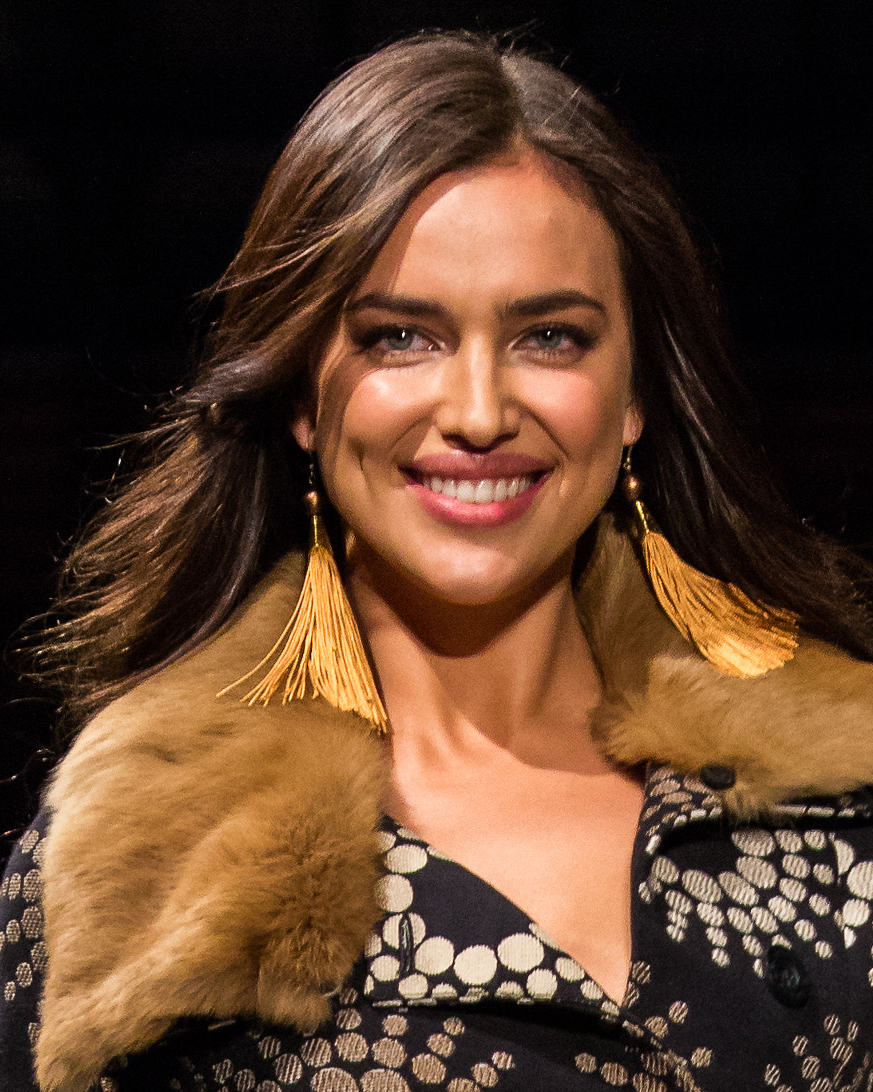
Shayk nel 2014

Nel corso del 2012 è stata testimonial per Morellato, Agua Bendita, Blanco e nell'autunno dello stesso anno per il marchio spagnolo di calzature XTI Shoes. Inoltre è stata conduttrice, in patria, della quarta edizione del reality show Top Model po-russki. Nel 2013 è testimonial degli abiti da sposa Alessandro Angelozzi Couture, viene riconfermata per le campagne Morellato, Beach Bunny, XTI Shoes e Agua Bandita, inoltre nel mese di marzo sfila per Givenchy durante la settimana della moda di Parigi. A fine anno viene eletta dalla rivista russa Maxim la donna più sexy del pianeta. Tra il 2013 e il 2014 è volto collezione di Agent Provocateur per cui gira uno spot diretto dall'attrice Penélope Cruz.
Nel febbraio del 2014 sfila in esclusiva per il brand Desigual in occasione della Barcellona Fashion Week, per la collezione autunno/inverno, e nel mese di maggio è sulla cover di Vogue Spagna accanto all'allora fidanzato Cristiano Ronaldo. Nell'ottobre del 2015 firma un contratto con L'Oréal come nuova testimonial del brand, accanto a Bianca Balti, Doutzen Kroes e altre modelle.
Nel 2016 è protagonista della campagna pubblicitaria di Givenchy Jeans, accanto al modello Chris Moore e torna a essere testimonial di Intimissimi, marchio che la lanciò nel 2007. Nel novembre dello stesso ha sfilato per la prima volta durante il Victoria's Secret Fashion Show. L'anno successivo è tra le testimonial, accanto a Vittoria Ceretti e Raquel Zimmermann, della campagna pubblicitaria primavera/estate di Alberta Ferretti, realizzata dal fotografo Steven Meisel, e di quella autunno/inverno di Blumarine, realizzata dai fotografi Luigi & Iango. Nel mese di settembre, insieme alla modella Adriana Lima e al cantante The Weeknd, è sulla cover dell'edizione americana di Harper's Bazaar che celebra il 150º anniversario della rivista.

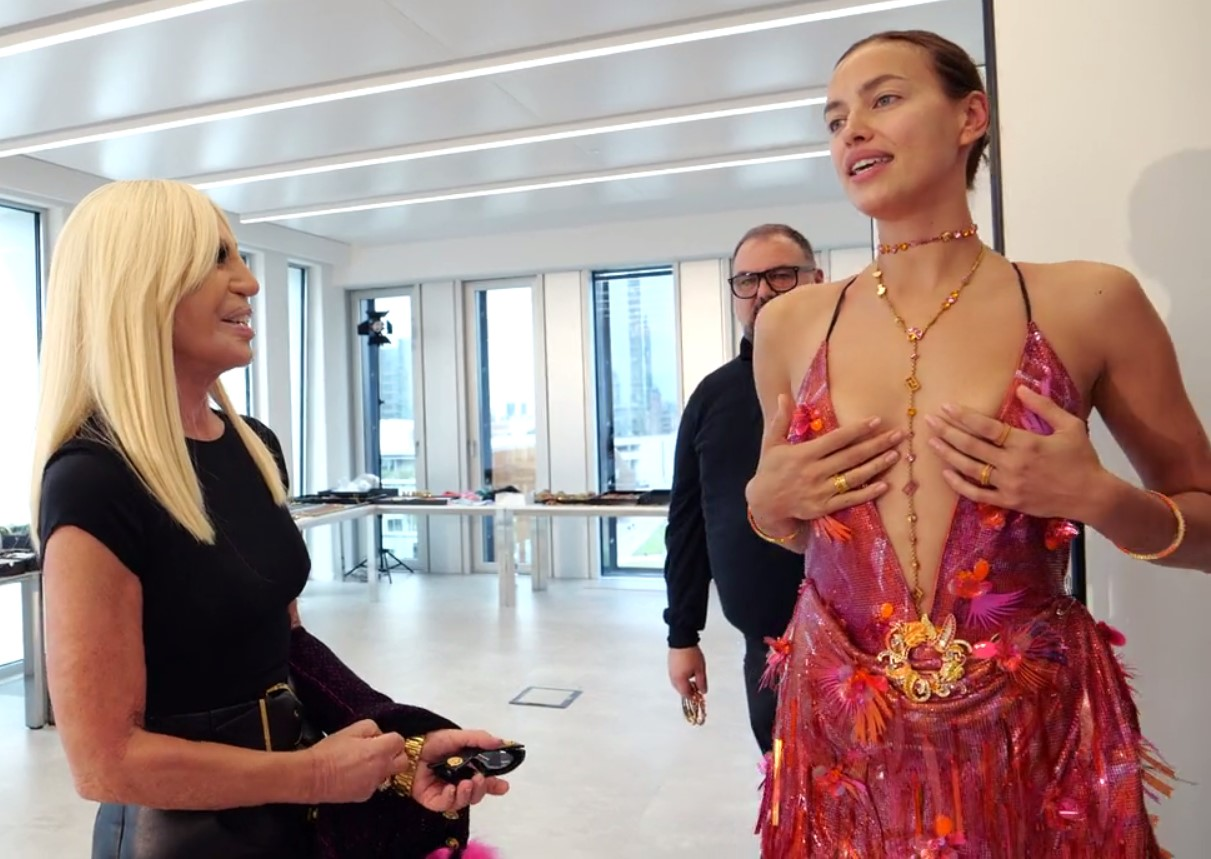
Shayk (a destra) e Donatella Versace nel 2019

Nel 2018 viene scelta, insieme alla modella Stella Maxwell, come testimonial della collezione autunno/inverno e come designer per una borsa, dal brand francese The Kooples. L'anno successivo è testimonial in Russia della linea Marc Jacobs Beauty. Nel 2020 è protagonista delle campagne pubblicitarie primavera/estate di Furla, fotografata da Gianpaolo Sgura, e di Max Mara, realizzata da Steven Meisel e in cui posa insieme alle colleghe Joan Smalls, Adriana Lima e Gigi Hadid.

### Attrice
Nel 2014 debutta come attrice al cinema, interpretando la moglie di Eracle nel film Hercules - Il guerriero, accanto a Dwayne Johnson. L'anno successivo è protagonista del videoclip Yo Tambien di Romeo Santos, accanto a Marc Anthony.

## Vita privata
Dal 2010 al 2015 ha avuto una relazione con il calciatore Cristiano Ronaldo. Dal 2015 al giugno 2019 è stata legata all'attore Bradley Cooper, da cui nel 2017 ha avuto una figlia.

## Agenzie
- The Lions - New York, Los Angeles
- Select Model Management - Londra
- Elite Model Management - Barcellona
- Modelwerk - Amburgo

## Filmografia parziale
- Hercules - Il guerriero (Hercules), regia di Brett Ratner (2014)
- Winner Stays, registi vari (2014) – cortometraggio
- Inside Amy Schumer – serie TV, 1 episodio (2016)

## Programmi TV
- Love Advent, 3 puntate (2011-2018)
- Večernij Urgant, 1 puntata (2016)

## Video musicali
- Power - Kanye West (2010)
- L'Agent (2013)
- Yo Tambien - Romeo Santos (2015)
- Majid Al Mohandis: Waareftak (2022)